# هنری اس. فوت
هنری اس. فوت (به انگلیسی: Henry S. Foote) سناتور سابق عضو حزب دموکرات ایالات متحده آمریکا بود. وی در سال ۱۸۴۷ تا ۱۸۵۲ میلادی سناتور ایالت میسیسیپی در سنای ایالات متحده آمریکا بود.